# Marathon van Frankfurt 1993
De marathon van Frankfurt 1993 werd gelopen op zondag 17 oktober 1993. Het was de twaalfde editie van deze marathon.
De Duitser Stephan Freigang zegevierde bij de mannen in 2:11.53. Bij de vrouwen won de Noorse Sissel Sofie Grottenberg de wedstrijd. De Nederlandse Mieke Hombergen werd derde in 2:38.19.
In totaal schreven 7925 lopers zich in voor de wedstrijd, waarvan er 5833 finishten.

## Uitslagen

### Mannen
| rang   | naam             | land | tijd    |
| ------ | ---------------- | ---- | ------- |
| Goud   | Stephan Freigang | GER  | 2:11.53 |
| Zilver | Karol Dolega     | POL  | 2:12.59 |
| Brons  | Terje Naess      | NOR  | 2:13.11 |
| 4      | Gerard Kappert   | NED  | 2:14.23 |
| 5      | Adri Hartveld    | NED  | 2:19.16 |
| 6      | Lars Andervang   | SWE  | 2:19.36 |

### Vrouwen
| rang   | naam                     | land | tijd    |
| ------ | ------------------------ | ---- | ------- |
| Goud   | Sissel Sofie Grottenberg | NOR  | 2:36.50 |
| Zilver | Sigrid Wulsch            | GER  | 2:37.41 |
| Brons  | Mieke Hombergen          | NED  | 2:38.19 |
| 4      | Birgit Schuckmann        | GER  | 2:38.27 |
| 5      | Romy Lindner             | GER  | 2:41.24 |
| 6      | Christina Hause          | AUT  | 2:47.31 |

1981 ·
1982 ·
1983 ·
1984 ·
1985 ·
1986 ·
1987 ·
1988 ·
1989 ·
1990 ·
1991 ·
1992 ·
1993 ·
1994 ·
1995 ·
1996 ·
1997 ·
1998 ·
1999 ·
2000 ·
2001 ·
2002 ·
2003 ·
2004 ·
2005 ·
2006 ·
2007 ·
2008 ·
2009 ·
2010 ·
2011 · 
2012 · 
2013 · 
2014 · 
2015 · 
2016 · 
2017